# Ephedrus californicus
Ephedrus californicus är en stekelart som beskrevs av Baker 1909. Ephedrus californicus ingår i släktet Ephedrus och familjen bracksteklar. Inga underarter finns listade i Catalogue of Life.